# Dollymount
Dollymount är en stadsdel i Irlands huvudstad Dublin, 6 km nordost om stadens centrum. Antalet invånare är 5 070.